# Zhu Yu
 (mars 2023).
Si vous disposez d'ouvrages ou d'articles de référence ou si vous connaissez des sites web de qualité traitant du thème abordé ici, merci de compléter l'article en donnant les références utiles à sa vérifiabilité et en les liant à la section « Notes et références ».
Pour les articles homonymes, voir Zhu.
Dans ce nom chinois, le nom de famille, Zhu, précède le nom personnel.
Zhu Yu (chinois : 朱彧 ; Wade-Giles : Chu Yü) est un auteur chinois de la dynastie Song (960-1279). Entre 1111 et 1117, Zhu Yu a écrit le Pingzhou Ketan (萍洲可谈), ouvrage qu'il publia en 1119. Ce livre couvre un large éventail de sujets divers et des questions liées au domaine maritime à cette période en Chine. Il est le premier à mentionner l'utilisation du compas magnétique pour la navigation.
Sa grande connaissance des engagements maritimes, des technologies et des pratiques sont dues au fait que son père, Zhu Fu, a été le surintendant de port de Canton pour la marine marchande de 1094 à 1099 (à cette date il a été nommé gouverneur, jusqu'en 1102).